# Ctenus embolus
Ctenus embolus är en spindelart som beskrevs av Benoit 1981. Ctenus embolus ingår i släktet Ctenus och familjen Ctenidae.
Artens utbredningsområde är Kongo. Inga underarter finns listade i Catalogue of Life.